# McMillan Tac-50
McMillan Tac-50 — великокаліберна снайперська гвинтівка під набій .50 BMG. Виробництво — McMillan Brothers Rifle Company (США). З 2000 перебуває на озброєнні канадської армії та сил військово-морських спеціальних операцій ВМС США.
Технічно є 5-зарядною гвинтівкою з подовжньо-ковзним поворотним затвором.
Гвинтівки сімейства Tac-50 мають виняткову точність: з використанням набоїв для точної стрільби гарантується купчастість близько 0,5 кутових мінут (0,5 MOA).
Роздрібна ціна = $7000.
Під час російського вторгнення в Україну певна кількість гвинтівок була передана ЗСУ канадською владою.

## Рекордні постріли
Із п'яти найдовших підтверджених снайперських пострілів три виконані з гвинтівки McMillan Tac-50.
| Місце | Дистанція, м | Набої          | Снайпер                | Країна  | Дата          | Підрозділ                                                    | Місце      |
| ----- | ------------ | -------------- | ---------------------- | ------- | ------------- | ------------------------------------------------------------ | ---------- |
| 1     | 3540         | .50 BMG API(I) | ім’я не розголошується | Канада  | травень 2017  | Joint Task Force 2, CANSOFCOM                                | Ірак       |
| 2     | 2710         | .50 BMG        | ім’я не розголошується | Україна | грудень 2022  | 73 морський центр СпП ім. кошового отамана Антіна Головатого | Україна    |
| 5     | 2430         | .50 BMG        | капрал Роб Фарлонг     | Канада  | березень 2002 | 3rd Battalion, Princess Patricia's Canadian Light Infantry   | Афганістан |

У 2002 р. канадський снайпер, капрал Роб Фарлонг (англ. Rob Furlong) під час операції в Афганістані уразив супротивника на відстані 2430 метрів. Постріл був зроблений удень із гвинтівки McMillan Tac-50 кулею American 750 grain Hornady A-MAX (куля з наднизьким лобовим опором). Це був рекордний за дальністю постріл, зареєстрований у бойових умовах. До цього рекорд (2250 метрів) належав сержантові морської піхоти США Карлосу Хетчкоку (англ. Carlos Hathcock) — часів війни у В'єтнамі.
У червні 2017 року канадський снайпер, військовослужбовець 2-ї об'єднаної оперативної групи, установив рекорд, убивши в Іраку бойовика угруповання «Ісламська держава» з відстані 3540 метрів. Снайпер знаходився у висотній будівлі, а куля, за повідомленням «The Globe and Mail», летіла майже 10 секунд, перш ніж уразити ціль. Цим пострілом вдалося зірвати атаку бойовиків ІДІЛ на табір іракських військових. Командування військ спеціального призначення Канади підтвердили інформацію.